# Wildschönau
Wildschönau is een gemeente in het district Kufstein van de Oostenrijkse deelstaat Tirol.
De gemeente wordt gevormd door een hogergelegen dal nabij Wörgl in de Kitzbüheler Alpen. Het omvat naast een groot aantal buurtschappen de vier kerkdorpen Niederau (800 meter), Oberau (950 meter), Auffach (860 meter) en Thierbach (1190 meter). Het gemeentehuis staat in Oberau.

## Begrenzingen
Het Wildschönauer Tal, dat samenvalt met de gemeentegrenzen, wordt in het westen, van noord naar zuid, begrensd door de bergen Gratlspitz (1860 meter), Schatzberg (1920 meter), Joelspitze, Lämpersberg (2202 meter), Kleiner Beil, Großer Beil (de hoogste berg bij het dal, 2309 meter) en Sonnjoch. In het oosten zijn, van noord naar zuid, de Roßkopf, Feldalphorn (1923 meter), Schwaiberghorn, Breiteggern en Breiteggspitze verantwoordelijk voor de scheiding met het district Kitzbühel. In het noorden vormen veel lagere bergen het enige obstakel naar het Inndal. Deze lage bergketen wordt onderbroken door de kloof Kundler Klamm, waarlangs het water van de Wildschönauer Ache zich een weg baant richting de Inn. In het zuiden bevindt zich een vlakke pasovergang, de Schafsiedeljoch.

## Wapen
Het wapen van de gemeente Wildschönau wordt gevormd door een goudgele draak op een blauwzwarte achtergrond. Volgens een oude sage was de Wildschönau vroeger een meer en woonde aan de oever van dit meer een draak. Een boer doodde de draak, waarop de draak in zijn doodsstrijd een gat sloeg in de rotsenpartij, die het meer opstuwde. Hierdoor had het water via de nieuw ontstane Kundler Klamm een versnelde doorgang naar het Inndal en kwam het dal droog te liggen. De draak en de Kundler Klamm hebben vervolgens beide een prominente plaats in het gemeentewapen verworven.

## Economie en infrastructuur
Naast het zomer- en wintertoerisme vormt de landbouw een belangrijke bron van inkomsten, en dan met name alpenveeteelt, gericht op zuivelproductie. Daarnaast is een groot deel van de beroepsbevolking werkzaam buiten de gemeentegrenzen. In het verleden vormde mijnbouw een belangrijke bron van bestaan.